# Trịnh Hiến công
Trịnh Hiến công (chữ Hán: 鄭獻公; trị vì: 513 TCN–501 TCN), tên thật là Cơ Mãi (姬躉) hay Cơ Độn, là vị vua thứ 18 của nước Trịnh – chư hầu nhà Chu trong lịch sử Trung Quốc.
Cơ Mãi là con trai của Trịnh Định công – vị vua thứ 17 của nước Trịnh. Năm 514 TCN, Trịnh Định công qua đời, Cơ Mãi lên làm vua, tức Trịnh Hiến công.
Tháng 3 năm 506 TCN, Trịnh Hiến công đi hội chư hầu cùng các nước Tấn, Tống, Lỗ, Sái, Vệ, Trần, Tào, Hứa, Cử, Tiết, Kỷ, Tiểu Châu, Đằng tại Thiệu Lăng bàn đánh nước Sở vì Sở ức hiếp bắt giam Sái Chiêu hầu. Nhưng hai tướng Tấn cũng muốn đòi tiền hối lộ của nước Sái, Sái Chiêu hầu từ chối. Vì vậy quân Tấn đóng một thời gian rồi từ tạ Sái Chiêu hầu về nước. Từ đó nước Tấn mất tín nhiệm bá chủ với chư hầu.
Năm 504 TCN, Lỗ Định công mang quân đánh Trịnh, chiếm đất Khuông, rồi lấy của cải cướp được ở Trịnh nộp cho nước Tấn bá chủ.
Năm 502 TCN, đại phu nước Tấn là Phạm Ưởng lại cầm quân sang đánh nước Trịnh rồi sang đánh nước Vệ. Trịnh Hiến công bèn cùng Vệ Linh công họp ở Khúc Bộc thề cùng liên minh.
Năm 501 TCN, Trịnh Hiến công qua đời. Ông ở ngôi 13 năm. Con ông là Cơ Thắng lên kế vị, tức Trịnh Thanh công.